# アルブレヒト・フォン・プロイセン (1837-1906)
アルブレヒト・フォン・プロイセン（Albrecht von Preußen, 1837年5月8日 - 1906年9月13日）は、プロイセン王国の王族・軍人。全名はフリードリヒ・ヴィルヘルム・ニコラウス・アルブレヒト（Friedrich Wilhelm Nikolaus Albrecht）。プロイセン王子アルブレヒトの長男で、フリードリヒ・ヴィルヘルム4世やヴィルヘルム1世の甥にあたる。軍人として陸軍元帥に任じられたほか、ブラウンシュヴァイク公国の摂政（在職：1885年 - 1906年）を務めた。

## 生涯
アルブレヒトは1837年5月8日、アルブレヒトとその妃であったオランダ王ヴィレム1世の王女マリアンネ（1810年 - 1883年）の間に第2子としてベルリンで生まれた。1847年にプロイセン陸軍に入隊し、第一次シュレースヴィヒ＝ホルシュタイン戦争では従兄のフリードリヒ・カール・フォン・プロイセンの指揮の下従軍した。1866年の普墺戦争ではスカリッツの戦い・シュヴァインシェーデルの戦い・ケーニヒグレーツの戦いに参加した。さらに1870年の普仏戦争でも近衛騎兵旅団を率いて戦った。
1885年、オットー・フォン・ビスマルクによってアルブレヒトは公爵ヴィルヘルムの死去によって断絶したブラウンシュヴァイク公国の摂政に指名された。これはブラウンシュヴァイク公国を統治していたヴェルフェン家リューネブルク＝ヴォルフェンビュッテル系の遠戚にあたるハノーファー家のエルンスト・アウグストが公位を継承するのを防ぐためだった（エルンスト・アウグストの父であるハノーファー王ゲオルク5世は普墺戦争でオーストリア帝国側につき、敗れたハノーファー王国はプロイセンに併合されていた）。

## 子女
アルブレヒトは1873年4月19日にザクセン＝アルテンブルク公エルンスト1世の娘マリー（1854年 - 1898年）と結婚し、以下の三男をもうけた。
- ヴィルヘルム・エルンスト・アレクサンダー・フリードリヒ・ハインリヒ・アルブレヒト（1874年 – 1940年）
- ヴィルヘルム・フリードリヒ・カール・エルンスト・ヨアヒム・アルブレヒト（1876年 – 1939年）
- フリードリヒ・ヴィルヘルム・ヴィクトル・カール・エルンスト・アレクサンダー・ハインリヒ（1880年 – 1925年）